# Lozoya
Lozoya és un municipi del Nord-est de la Comunitat de Madrid. Limita a l'est amb Navarredonda y San Mamés i Gargantilla del Lozoya y Pinilla de Buitrago, al sud amb Canencia, a l'oest amb Pinilla del Valle i al nord amb Navafría i Aldealengua de Pedraza, (província de Segòvia). Famós pel seu riu, el Riu Lozoya, que duu abastint a la ciutat de Madrid des del segle xix i la qualitat del qual de les aigües és cantat en obres de Benito Pérez Galdós.